# Islam u Bosni i Hercegovini
Islam u Bosni i Hercegovini jedna je od tri glavne vjere. Bošnjaci su većinom muslimani. Oni su uglavnom hanefijski suniti, iako su sufije imali veliki povijesni utjecaj. Međutim, zbog suvremenih utjecaja tijekom zadnjih 75 godina danas ima i ateista, agnostika i deista Bošnjaka (Prema procjenama iz 1991. godine ovakvi su činili do 10% ukupnog stanovništva). 
Islamska zajednica u Bosni i Hercegovini je glavna zajednica muslimana u Bosni i Hercegovini.

## Povijest islama u Bosni i Hercegovini
Islam se prvi put značajno pojavljuje u Bosni s dolaskom Osmanlija u 15. stoljeću. Već dolaskom Mehmeda II u Bosnu zabilježeni su masovni prelasci na islam domaćeg stanovništva, kao npr. u Jajcu kada je u jednom danu 30.000 obitelji prešlo na islam. Proces prelaska na islam ubrzao se nastankom muslimanskih naselja okupljenih oko islamskih kulturnih ustanova poput džamija i tekija.
Islam je prihvaćen kako među bosanskim plemstvom koje je željelo zadržati svoja stara prava i posjede, tako i među običnim stanovništvom. Razlozi masovnog prelaska na islam su višestruki. Prema nekim izvorima, značajan faktor su odigrale sličnosti ranije dominantne religije u Bosni, Crkve bosanske s islamom (molitva pet puta na dan, post, neprihvaćanje križa, skromne bogomolje, zabrana ikona itd.). Neki izvori spominju povlastice koje je imala islamska raja u odnosu na kršćansku (uglavnom katoličku) i dodatne namete prema kršćanskim stanovništvom od strane feudalaca (kao npr. danak u krvi). 
Kao i kod mnogih drugih muslimanskih naroda, islam u Bošnjaka je zadržao razne lokalne utjecaje. Na primjer, alkoholna pića su u bošnjačko-muslimanskoj zajednici smatrana manjim grijehom, dok se svinjetina smatrala apsolutno neprihvatljivom. Također, uobičajena ženska odjeća nekih islamskih zemalja nije postala popularna sve do 19. stoljeća i Austro-Ugarske okupacije.
U 16. stoljeću postojao je posebni bošnjački pravac islama. Osnivač je bio Hamza Hali Bošnjak iz Gornje Tuzle. Poznat kao hamzevijski islam, njegov rast je prekinuo veliki vezir Mehmed-paša Sokolović 1573. godine. Smatra se da se +hamzevijski islam sastojao od mješovitih islamskih i kršćanskih utjecaja.

## Struktura Islamske Zajednice u Bosni i Hercegovini
Duhovno vođstvo muslimana u Bosni i Hercegovini zove se Rijaset. Ova organizacija je odgovorna za sva vjerska i šerijetska pitanja bosanskohercegovačkih muslimana u zemlji i svijetu. Struktura Rijaseta IZ-a je hijerarhijska, slično uređenju kršćanskih crkava, poput Katoličke Crkve, gdje je na vrhu reisu-l-ulema.
Trenutni reisu-l-ulema je Husein ef. Kavazović. Reisu-l-ulema Cerić ne vjeruje da postoji poseban "bosanski" islam, ali podržava "europski" islam u Bosni i širom Europe. Također podržava prijateljske odnose sa zapadnim svijetom i kulturom.
Pored reisa, Rijaset čine 14 članova koje bira Sabor islamske zajednice sačinjen od 83 člana.